# 동쪽검은머리비늘발도마뱀
동쪽검은머리비늘발도마뱀(eastern hooded scaly-foot)은 호주 본토 서해안 저지대의 복잡한 황야와 스피니펙스 초지(en:spinifex grassland)에 서식하는 뱀붙이도마뱀류이다. 애완동물로서 인기 있으며, 다리가 없어서 뱀으로 오해받는다. 뱀붙이도마뱀류(Pygopod)는 뱀도마뱀(snake lizard), 납작발도마뱀(flap-footed lizard)으로도 불린다.

## 분류

### 과:뱀붙이도마뱀과
뱀붙이도마뱀과는 오스트레일리아와 뉴기니아에서만 발견되는 41종으로 이루어져있다. 이 녀석들은 빅토리아주 동남부와 태즈메이니아를 제외한 대부분의 오스트레일리아 본토에 서식하며, 건조하고 개방된 서식지를 선호한다.
민다리도마뱀(legless lizard)은 몸통과 꼬리를 좌우로 파동 모양을 그려가며 움직인다. 이 녀석들은 앞다리는 없지만 비늘로 뒤덮인 작은 덮개처럼 생긴 퇴화한(en:Vestigial organ) 뒷다리가 남아있는데, 보통 몸 양 옆에 납작하게 붙어있다.
뱀붙이도마뱀류는 넓고 통통한 혓바닥, (뱀에게는 없는) 귓구멍, 몸길이의 네 배까지 자라나며 스스로 끊을 수 있는(en:Autotomy) 기다란 꼬리로 뱀과 구별할 수 있다. 뱀붙이도마뱀류의 배에는 근처의 비늘과 크기가 같은 비늘이 나있고, 더 큰 비늘의 쌍이 열을 지어 나있다. 대부분의 뱀은 뱀은 이와는 달리 배에 양 옆으로 길쭉한 비늘이 열을 지어 나있다.
뱀붙이도마뱀류는 뱀과 비슷하게 생겼지만, 사실 도마뱀붙이과와 제일 가깝다. 두 과는 서로 너무 비슷해서 사실 하나의 부류라는 의견이 점점 커지고 있다. 두 부류의 공통점은 다음과 같다: 비슷한 형태의 두개골과 귓구멍, 끽끽대는 울음소리, 껍질이 말랑한(parchment-shelled) 알을 한 번에 두 개씩 낳는 습성, 눈꺼풀이 없는 눈을 덮는 투명한 막(en:Brille)을 혓바닥으로 핥아서 깨끗하게 하는 습성 등이 있다.

### 속:비늘발도마뱀속
비늘발도마뱀류에는 비늘발도마뱀(Pygopus lepidopodus), 검은머리비늘발도마뱀(Pygopus nigriceps), 로버트비늘발도마뱀(Pygopus robertsi), 동쪽검은머리비늘발도마뱀(Pygopus schraderi), 북쪽검은머리비늘발도마뱀(Pygopus steelescotti)의 다섯 종이 속해있다. 네 종 모두 크고 굵직하며, 주둥이가 둥글고 귓구멍이 도드라져있다. 부드럽고 용골진(keeled) 비늘이 21줄 이상 돋아나있고, 큼지막한 복부의 비늘쌍들, 긴 꼬리와 굉장히 크고 잘 발달된 사지 덮개(limb-flap)가 돋아있다. 종을 식별하는 데에는 등의 용골진 비늘의 존재와 범위, 콧구멍이 첫번째 윗입술비늘(1st upper labial scale)과 맞닿아있는지 아닌지 확인하는 방법이 흔히 쓰인다.

## 어원
이 종의 통속명(en:Common name)은 머리의 대칭적으로 돋아나 마치 도마뱀이 '모자를 쓴 것'처럼 보이는 검은 비늘들에서 유래했다.
종명 'schraderi'는 독일의 탐험가이자 박물학자 칼 빌헬름 오토 슈레더(Karl Wilhelm Otto Schrader)를 기린 것이 아니다. Boulenger (1913)는 특정한 어원을 제시하지 않았지만, 완모식표본은 Mr. P. Schrader의 수집본에서 얻은 것이라고 언급했으며, 어쩌면 그의 이름을 따서 종명을 지은 것일지도 모른다.

## 묘사
동쪽검은머리는 비늘발도마뱀붙이류 중 두 번째로 작은 종이다. 주둥이-항문 길이(snout-vent length)는 198mm지만 475mm까지 자랄 수 있으며, 암컷이 수컷보다 크게 자란다. 꼬리의 길이는 전체 체장의 4분의 3 이상이지만 위협받으면 즉시 스스로 꼬리를 잘라내며(en:Autotomy), 재생된 꼬리는 몸보다 짧을 수도 있다. 재생된 꼬리는 무늬와 비늘 배열이 확연히 다르므로 구별할 수 있다.

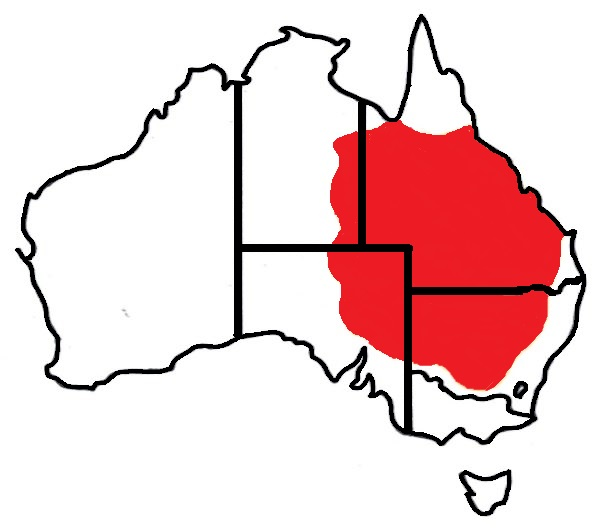
Distribution Map for the Eastern Hooded Scaly-foot (Pygopus schraderi)

이 도마뱀들의 무늬는 윗부분은 불그스름한 갈색에서 창백한 갈색을 띄며, 아랫부분은 흰색에 가깝다. 머리 위에 대칭적으로 돋아난 흑갈색, 검은색 비늘쌍 덕에 모자를 쓴 것처럼(hooded) 보인다. 이러한 머리의 무늬는 어린 brown snakes (Pseudonaja spp.)의 것과 아주 비슷한데, 이러한 유사성이 의태인지, 혹은 무늬가 온도 조절에 도움이 되는지에 대해선 알려지지 않았다. 몸비늘(body scale)은 테두리가 검을 수 있는데, 전체적으로 그물 같은 무늬를 띈다. 몇몇 개체의 경우, 밝고 어두운 비늘이 모여 뚜렷하고 보기 드문 V자 줄무늬나 때로는 형태가 무너진 세로 줄무늬가 특히 옆구리에 돋아난다. 상술한 무늬들은 때로는 덩치가 큰 개체에서는 희미하게 발현되기도 한다. 비늘은 용골졌고, 몸비늘은 배 부분을 포함한 몸의 중간(mid-body)에서 21 - 25 줄이 돋아나있다. 동쪽검은머리의 배비늘(ventral scale)은 인접한 몸비늘에 비해 상당히 넓직한데, 그 개수는 120개가 되지 않으며, 콧구멍은 첫번째 윗입술비늘과 맞닿아있다.

## 분포와 서식지
동쪽검은머리는 뉴사우스웨일스주 내륙, 사우스오스트레일리아주 동부, 퀸즐랜드주 내륙, 노던 준주의 인접한 곳에 분포한다. 자갈평원(en:stony plain)과 건조삼림(en:dry woodland)에서 건조한 맬리덤불(:en:Mallee), 멀가(en:mulga)덤불과 스피니펙스풀이 자라는 사막 초지에 이르는 다양한 개방된 서식지(open habitat)의 메마르고 건조한 지역에 서식한다. 돌이 섞인 중토(en:heavy soil)를 선호하며 넓고 개방된 영역에서 살아간다. 이 종은 유산소 활동을 장기간 지속하거나 그 부하에서 재빨리 회복할 능력이 없기 때문에, 포식자를 피하기 위해 땅의 갈라진 틈, 풀밭, 잔해 아래, 큰 굴에 숨어 산다.
뉴사우스웨일스주의 머리강 수역에서는 드물지만, 풀밭과 풀이 우거진 숲과 그 근방에서 발견되며, 특히 북쪽으로 머럼비지강(en:Murrumbidgee) 수역과 맞닿아있는 지역에 서식한다.
동쪽검은머리는 빅토리아주에서는 테리크 테리크 국립공원(en:Terrick Terrick National Park), 코라크 코라크(Korrack Korrack) 풀밭, 랜펄리 호(Lake Ranfurly)와 네즈 코너 스테이션(en:Neds Corner Station) 따위의 밀두라 서쪽 지역 등의 여섯 장소에서만 드물게 서식한다.

## 습성
동쪽검은머리의 생태에 관해 많이 알려져 있지는 않지만, 연구를 통해 이 녀석들은 주로 야행성이며, 다만 빅토리아주 남부의 개체들은 낮에 활동적이라는 것이 밝혀졌다. 겨울 동안에는 움직이지 않는 것으로 여겨진다. 보통 따로따로 흩어져 살지만 이따금 모이는 것이 관찰되는데, 아마 짝짓기랑 관련이 있을 것으로 보인다.
뱀 의태는 이 녀석들의 생존 전략의 핵심이다. 동쪽검은머리는 포식자를 물리치기 위해, 몸을 치켜세우고 혓바닥을 낼름거려 독사를 흉내낸다. 하지만 독사를 너무 잘 따라한 나머지 사람들이 독사를 제거하기 위해 이 힘 녀석들을 죽이기도 한다. 이 녀석들은 잡히면 격렬하게 저항하는데, 몸을 회전시키고, 길고 날카롭게 끽끽거린다. 때때로 사회적인 상호작용 과정에서 이런 식으로 끽끽대기도 한다.
동쪽검은머리는 입으로 흙을 덜어내고 몸을 회전시켜 굴을 넓히는 식으로 굴을 파낸다. 이렇게 파낸 굴에 곤충이 들어오기도 하는데, 동쪽검은머리의 한 끼 식사로 전락한다.
사육 개체의 최장 생존 기록은 7년이다. 야생 개체의 수명에 관해선 거의 알려지지 않았다.

## 포식자
맹금류, 구안나도마뱀(en:Goanna), 들고양이, 여우, 코브라류 등등이 동쪽검은머리를 노린다.

## 사냥, 식성
동쪽검은머리는 굉장히 적은 물과 음식만으로 살아갈 수 있는 저대사(hypometabolic)의 전문가이다. 이 녀석들은 주로 거미 같은 지표면을 기는 절지류를 먹지만, 거미 알집(en:spider egg sack)과 전갈도 먹는다. 이 종은 먹이를 적극적으로 찾아나서는 모습이 관찰되어왔다. 먹이를 붙잡으면 몸을 격렬하게 회전시켜 먹이를 으깨버린다. 이빨이 돋아나는(en:Dentition) 유형은 측생치(en:pleurodont)이고, 이빨은 뭉툭하고 둥글며, 뼈에 견고하게 붙어있다.

## 번식
동쪽검은머리는 난생하며, 해마다 한 번씩 봄에서 이른 여름에 알 두개(때때로 한 개나 세 개)로 이루어진 알무더기를 산란하며 8월에서 5월 사이에 짝짓기한다. 임신한 암컷은 1월, 2월에 발견되며 임신 기간은 66일에서 77일에 달한다. 비늘발도마뱀류는 알을 단체로 낳는 것이 관찰되었다.
사육 시에는 짝짓기 행위는 거의 관찰되지 않는다. 수컷은 혀를 반복적으로 낼름거리면서 암컷을 따라다닌다. 수컷의 돌출된 골반, 변형된 가시같은 비늘, 뒷다리의 '덮개'는 암컷을 붙잡는 데 쓰이는 것으로 보인다.

## 사육
비늘발도마뱀류는 키우기 쉽고 애호가들 사이에서 인기가 많다. 하지만 언제 짝짓기를 할 지 알 수 없기 때문에 구하기 어렵다. 호주에서는 비늘발도마뱀류를 키우기 위한 면허가 필요하다.

## 보존
동쪽검은머리비늘발도마뱀은 IUCN 적색 목록에는 아직 오르지 않았지만 1988년 동식물상 보증법(en:Flora and Fauna Guarantee Act 1988)에 '위기(threatened)'로, 환경유지국(en:Department of Sustainability and Environment)의 위협받는 동물상에 관한 자문목록에 '위급(critically endangered)'으로 분류되었다. 동쪽검은머리에게 닥친 위험 요소는 다음과 같다:
- 성 결정에 영향을 끼치는 기후 변화
- 서식지 파괴와 열화
- 독사 구제에 휘말림
- 서식지의 변화에 따른 포식자의 증가
- 여우와 들고양이의 포식
- 적절하지 않은 새로운 fire regimes
- 열악한 조언과 기획[9][13][14]

빅토리아 주에서는 맬리강 수역 관리국(Mallee CMA)에서 동쪽검은머리비늘발도마뱀에 대해 좀 더 널리 알리기 위한 다양한 관찰 위주의 프로젝트를 진행 중이다. The Mallee CMA의 목표는 다음과 같다:
- 서식지에서 유해 식물 개체수를 조절하고 외래 잡초의 침입을 방지하기;
- 서식지에서 유해 동물 개체수 조절하기;
- 풀이 난 땅조각 주변에 울타리를 쳐서 방목으로 인한 피해를 최소화하기;
- 검은머리비늘발도마뱀이 크게 영향 받는 지역에서 살충제 사용 줄이기[9]